# U-2361
U-2361 – niemiecki okręt podwodny (U-Boot) przybrzeżnego typu XXIII z okresu II wojny światowej. Okręt wszedł do służby w 1945 roku.

## Historia
Położenie stępki nastąpiło 12 listopada 1944 roku w stoczni Deutsche Werft w Hamburgu; wodowanie 3 stycznia 1945. Okręt wszedł do służby 3 lutego 1945 roku.
U-2361 do zakończenia wojny nie osiągnął gotowości bojowej. Nie wykonał żadnego patrolu bojowego, w związku z tym nie zatopił żadnej jednostki przeciwnika.
Poddany 9 maja 1945 roku w Kristiansand Süd (Norwegia), przebazowany 29 maja 1945 roku do Loch Ryan (Szkocja). Zatopiony 27 listopada 1945 roku ogniem artyleryjskim niszczycieli HMS „Onslow” i ORP „Błyskawica” podczas operacji Deadlight.